# Jannie du Toit
Jannie du Toit (ur. 18 lutego 1970) – południowoafrykański zapaśnik walczący w stylu wolnym. Olimpijczyk z Sydney 2000, gdzie zajął czternaste miejsce w kategorii 76 kg.
Jedenasty na mistrzostwach świata w 1998. Mistrz igrzysk afrykańskich w 1999 i trzeci w 1995. Zdobył pięć medali na mistrzostwach Afryki w latach 1993 - 2000 roku.
- Turniej w Sydney 2000

Przegrał z Elşadem Allahverdiyem z Azerbejdżanu i Rusłanem Chinczagowem z Uzbekistanu.